# Romanos IV Diogenes
Romanos IV av Bysans, född 1030, död 1072, var monark i kejsardömet Bysans mellan år 1068 och 1071. År 1071 förlorade han ett viktigt slag mot turkarna vid Manzikert som gjorde så att Bysans förlorade större delen av Anatolien.